# チェストプロテクター
チェストプロテクター (英:chest protector) は、様々なスポーツ種目において選手や審判員が身に付ける胸当て状の防具である。

## 捕手用

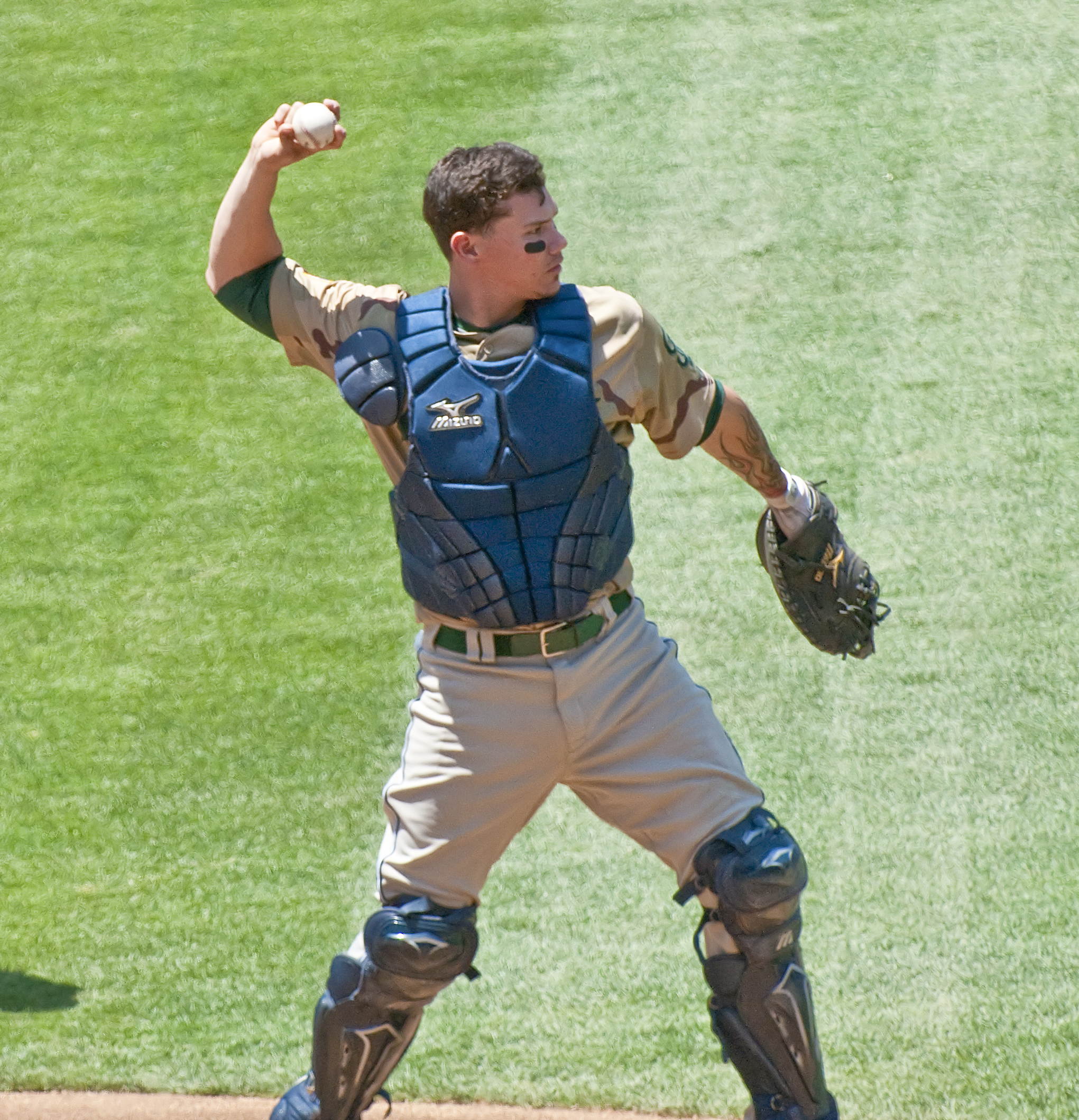
チェストプロテクターを装着した捕手

野球・ソフトボールの捕手は守備時にキャッチャーマスク・レガース・捕手用ヘルメットと共にチェストプロテクターを身に付け、ボールの直撃などの衝撃から体を守る。プロテクターは肩から胸、腹を覆うもので、素材は合成皮革やナイロンなどである。ユニフォームの上から着用する。左肩の部分に更に丸形のパッドが付いたものもある（オプションで右肩にもパッドを取り付けることができるものもある。投手への返球の際に腕の動きを妨げないよう、一般に肩パッドは容易に動く作り）。硬式野球用・軟式野球用・ソフトボール用など様々ある。

## 野球審判員用

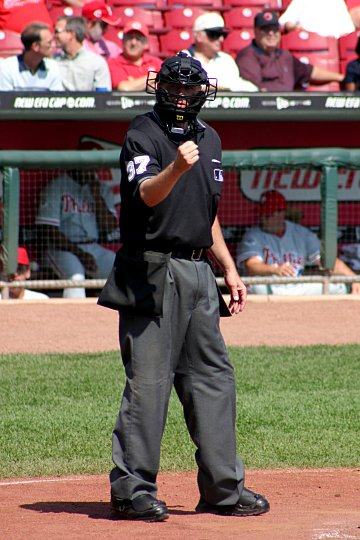
インサイドプロテクター、マスクを装備した審判員

野球の審判員（球審）が使うチェストプロテクターには、大きな長方形の板状のものを肩から吊るし体の正面にぶら下げるアウトサイドプロテクターと服の中に着込むインサイドプロテクターの2種類がある。
現在、メジャーリーグベースボール (MLB) や日本プロ野球 (NPB)、ソフトボールでインサイドプロテクターの使用が義務付けられており、日本のアマチュア野球では、硬式野球・軟式野球ともどちらを使うかは個人の裁量や連盟・協会の方針に任されているが、1999年から審判のフォーメーションが変わった事もあり、9割近くの審判がインサイドプロテクターを着用して球審を務めている。

### インサイドプロテクター
インサイドプロテクターは、審判服の中に装着して使用する。アウトサイドプロテクターのように、背中などに背負う必要がなく、試合中も身軽に動くことができるのが利点である。しかし、防御範囲が上半身と腕部分の一部に限定されるなど、防御範囲が狭く怪我をする可能性が高くなる。実際の事例では腕を骨折したり、下半身を大怪我し、1年を棒に振った審判員も居る。さらに、審判員個々の体型に合うプロテクターを使用する必要があり、大量の汗をかくため原則使い回しができない。そのため個人で購入する必要がある。
MLBでは1979年から使用が義務付けられた。NPBにおいては、セントラル・リーグ（セ・リーグ）は1980年代後半から徐々に使用者が増え、パシフィック・リーグ（パ・リーグ）はおおむね、1986年のストライクゾーン変更時に一斉に使用するようになり、両リーグとも1994年から使用が義務化。高校野球では1999年の第71回選抜高等学校野球大会から使用が始まった（高校野球各都道府県予選においては、第80回記念夏の大会から使用している府県もある。）
日本プロ野球インサイドプロテクター第1号は、セ・リーグにおいては国友正一（第二号は大谷泰司）、パ・リーグでは露崎元弥である。その他、セ・リーグでは久保田治・鈴木徹・平光清・大里晴信・三浦真一郎・太田正男、パ・リーグでは中村浩道・村田康一などが比較的早い時期から採用した。

### アウトサイドプロテクター

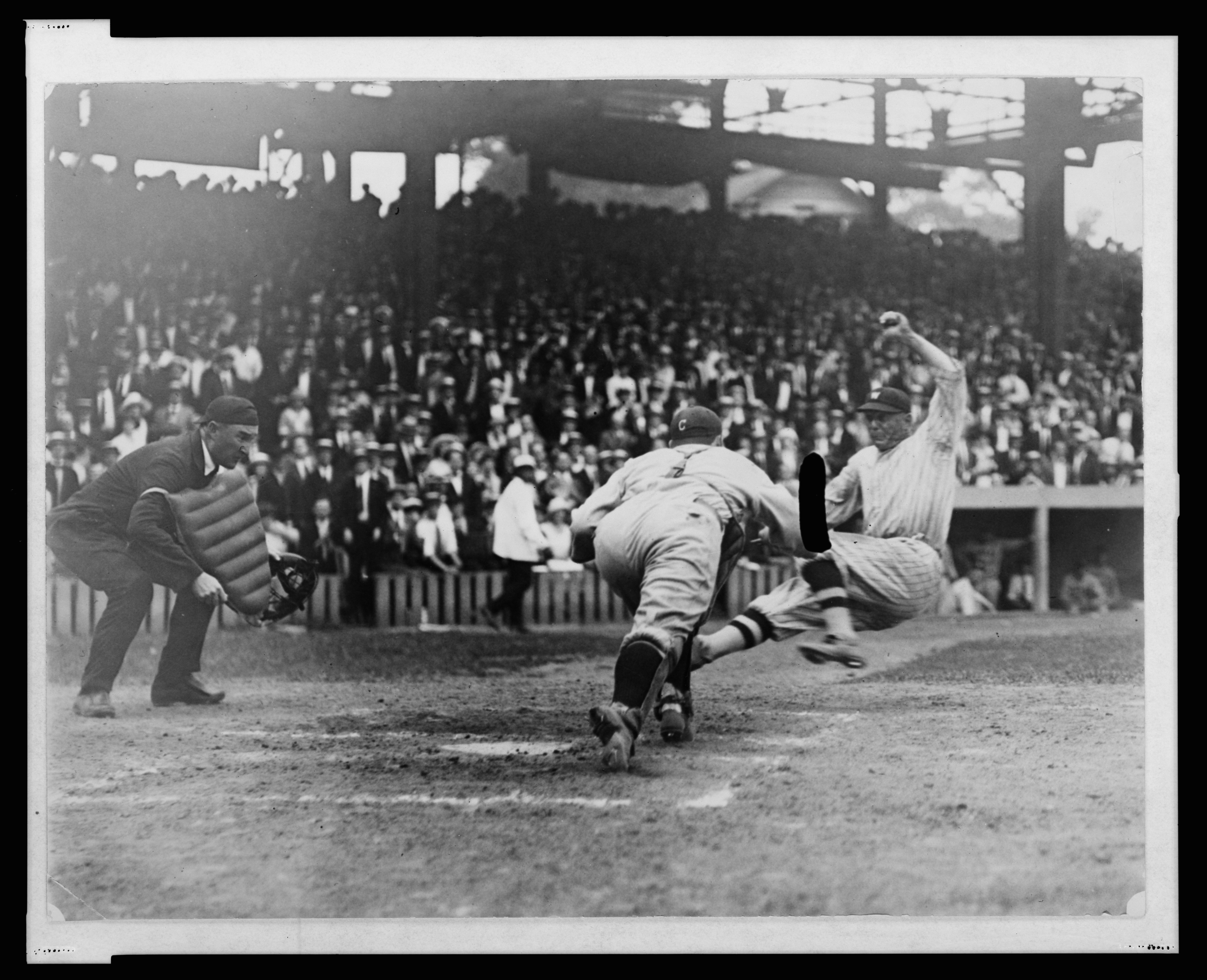
アウトサイドプロテクターを装着した審判員（左）

アウトサイドプロテクターはプロテクター自体が大きいため防御面積が広い。また、ベルトの長さを調節するだけでいいので複数人での使い回しもできる。しかし、試合中使用しない時は背中に背負っておかなくてはならず、強風だと風に煽られ背負いにくいこと、場合によってはベルトが抜けてプロテクターが飛んでいく可能性があること、プロテクターの性質上、両手での判定が出来ないこと、本塁上でのタッグプレイを判定する際には動作が増えて煩雑になるという欠点もある。ただ、基本的にはアウトサイドプロテクターを装着している審判員は、片手で判定をすることが原則として認められている。エサフォーム（折りたたみ）式と空気式とがある。
1986年から日本プロ野球（NPB）では新ストライクゾーンが導入され、従来のアウトサイドプロテクターでは低めが見辛くなったため、インサイド型への切り替えが進んだ。インサイドプロテクターの普及に伴い、アウトサイドプロテクターは日本プロ野球ではセ・リーグは1994年、パ・リーグは1995年、高校野球では1998年第80回全国高等学校野球選手権大会を最後に使われなくなった（高校野球各都道府県大会においては、第81回大会以降も一時使用していた府県もある。）日本プロ野球における最後の使用者は、セ・リーグでは福井宏、パ・リーグでは林忠良である。その他、セ・リーグでは谷村友一や柏木敏夫そして佐藤清次・竹元勝雄が、パ・リーグでは斎田忠利・牧野伸が、審判員引退までアウトサイドプロテクター使用にこだわった。
前出の福井宏はインサイドプロテクターだと打者の打席（左右）によって立ち位置を変えねばならず、一貫性のあるジャッジが出来なくなるおそれがあること、およびアウトサイドプロテクター使用時より捕手寄り（前）に構えるため、ジャッジする際の視野が狭くなることが、アウトサイドプロテクターにこだわった理由である、と語っている。

## モータースポーツ

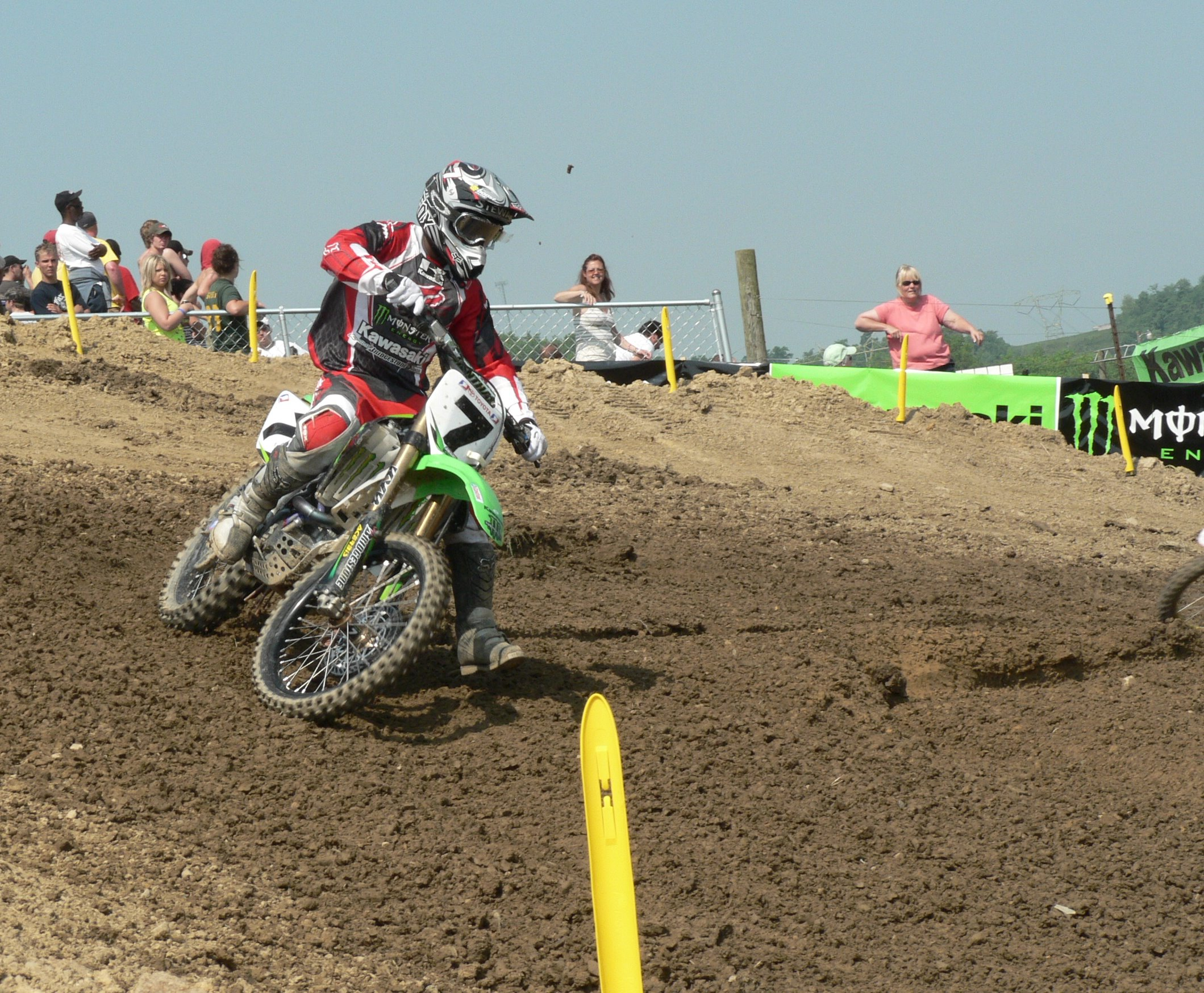
ヘルメット、プロテクターを装備したオートバイ選手

ロードレースやモトクロス、スノーモービルなどのオートバイ競技やATV競技、レーシングカート競技ではライダーやドライバーの安全を確保するために、レーシングスーツの下にチェストプロテクターを装備する。街乗り用などにおいてはメーカーによってはチェストガード、ボディープロテクターとも呼ばれている。水上オートバイ競技においてもライダーの安全確保のためウェットスーツの下に着用する。

## フェンシング

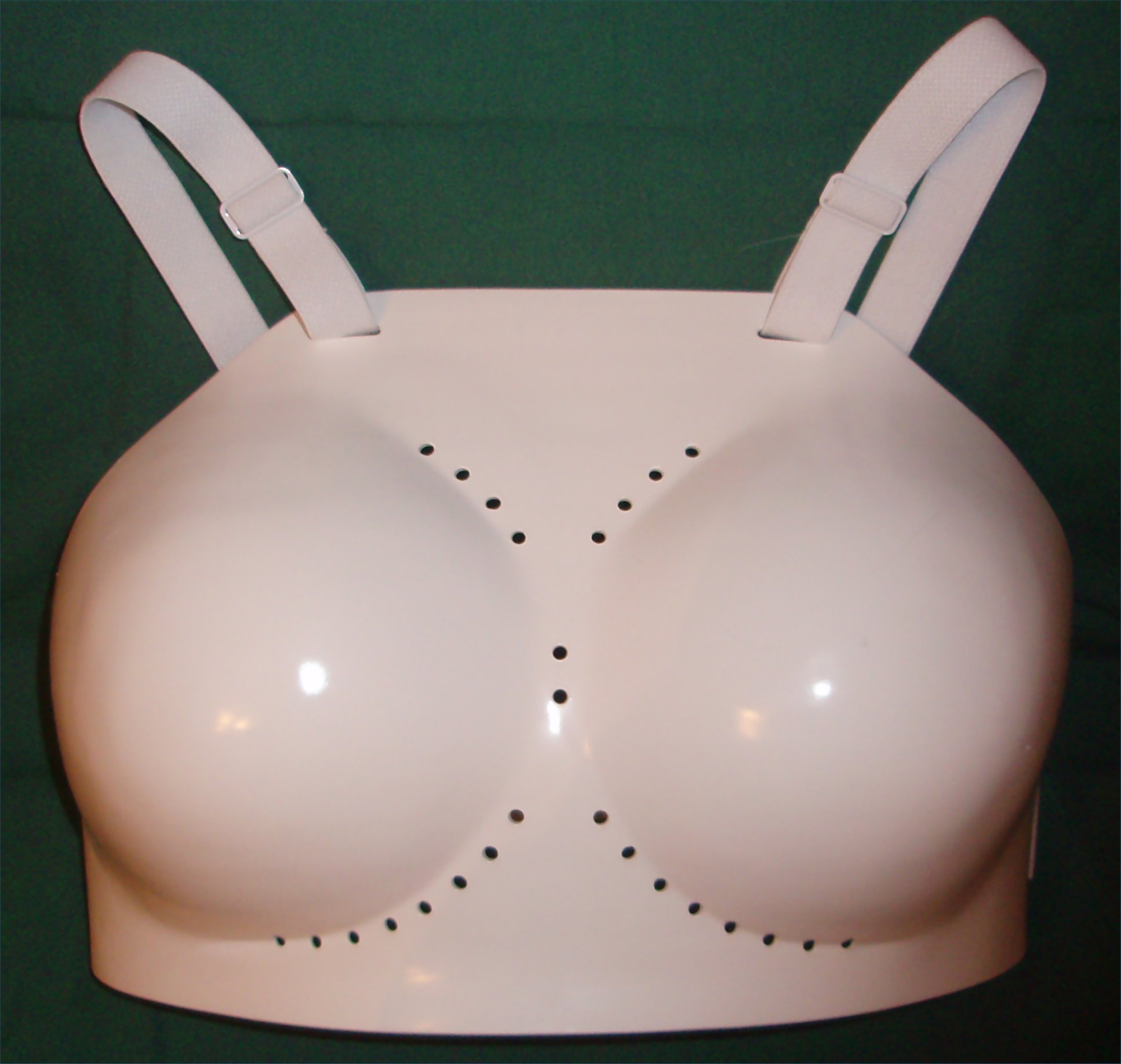
フェンシング用チェストプロテクター（女子用）

フェンシングでは剣の打突による怪我を防ぐため、ジャケットの下にチェストプロテクターを装備する。

## 格闘技
テコンドーなどの打撃系格闘技の一部では、胸腹部への衝撃を軽減させるために道着の上または中に装備する。